# Ultrix窗口管理器
Ultrix窗口管理器（uwm）是历史上的标准窗口管理器软件，用于X窗口系统从X11R1到X11R3发行版本。事实上，在X11R1的时候它是唯一的X11兼容的窗口管理器。

## 历史
Ultrix窗口管理器是DEC公司为它的Ultrix操作系统开发的。它在1985年发行。它此后随即就被包含为基础X窗口系统发行的一部份，开始于X10R3。最初同它一起发行的有两个其他窗口管理器（xwm和xnwm）。
在1986年，X窗口系统切换到协议的版本11。只有uwm移植了过来，所以它成为了X窗口系统唯一的窗口管理器， 直到X11R4发行，这时它被twm所替代。uwm从此不再被维护。

## 描述
不同于更新近的窗口管理器，uwm不是re-parenting的，就是说不在窗口上放置框架或标题栏。转而，要访问所有的窗口管理功能，都要通过在根窗口上点击来提出一个菜单，或者当在窗口内点击或拖动时按住Meta键。有可能使用配置文件来配置键与鼠标按钮绑定和菜单的内容，这个特征被很多后来的窗口管理器所继承。
uwm不提供ICCCM兼容性或多屏幕支持。
uwm的后裔包括awm和Tekwm（Tektronix窗口管理器），它们目前也不被维护。

## 引用
1. ↑  Mikes, S. . Addison-Wesley Publishing Company. 1992: 10  [20 September 2018]. ISBN 978-0-201-55077-1. One of the most popular window managers since X was released is the Ultrix Window Manager, also known as (uwm), which provides very basic window management functions and a programmable interface for easy customization. A more ...
2. ↑  Proffitt, Brian. : 2. 2001-02-06  [2011-10-05]. （原始内容存档于2019-03-06）.
3. ↑  Tekwm source code archive as of X11R4